# Cubanops juragua
Espèce
Cubanops juragua est une espèce d'araignées aranéomorphes de la famille des Caponiidae.

## Distribution
Cette espèce est endémique de la Province de Santiago de Cuba à Cuba,.

## Description
Le mâle holotype mesure 2,61 mm et la femelle 3,59 mm.

## Étymologie
Son nom d'espèce lui a été donné en référence au lieu de sa découverte, la plage Juragua à Santiago de Cuba.

## Publication originale
- Sánchez-Ruiz, Platnick & Dupérré, 2010 : A new genus of the spider family Caponiidae (Araneae, Haplogynae) from the West Indies. American Museum novitates, no 3705, p. 1-44 (texte intégral).